# Sint-Thomascollege (Venlo)
Het Sint-Thomascollege, later Thomascollege, is een voormalig onderwijsinstituut in de Nederlandse plaats Venlo.

## Voorgeschiedenis
Het Thomascollege is ontstaan uit het zogeheten Progymnasium dat in 1890 werd opgericht op initiatief van de kerkelijke autoriteiten in Venlo. Aangezien er al een "neutrale" Rijks HBS in Venlo was, moest er ook een instituut voor katholiek middelbaar onderwijs komen. Het Progymnasium werd aanvankelijk ondergebracht in een kantoor van de gemeente aan de Markt, aan westzijde van het stadhuis. Leerlingen werden er in drie jaar tijd voorbereid op verder studie aan een Bisschoppelijk College in de provincie, of aan Rolduc. In 1904 verhuisde het Progymnasium naar nieuwbouw aan de Hogeweg. In 1913 kwam er een studierichting bij: de driejarige middelbare handelsdagschool. Om beiden studierichtingen volledig te kunnen uitbouwen, werd de hulp ingeroepen van de Augustijnen, die in Eindhoven al hetzelfde hadden gedaan.

## Sint-Thomascollege en internaat

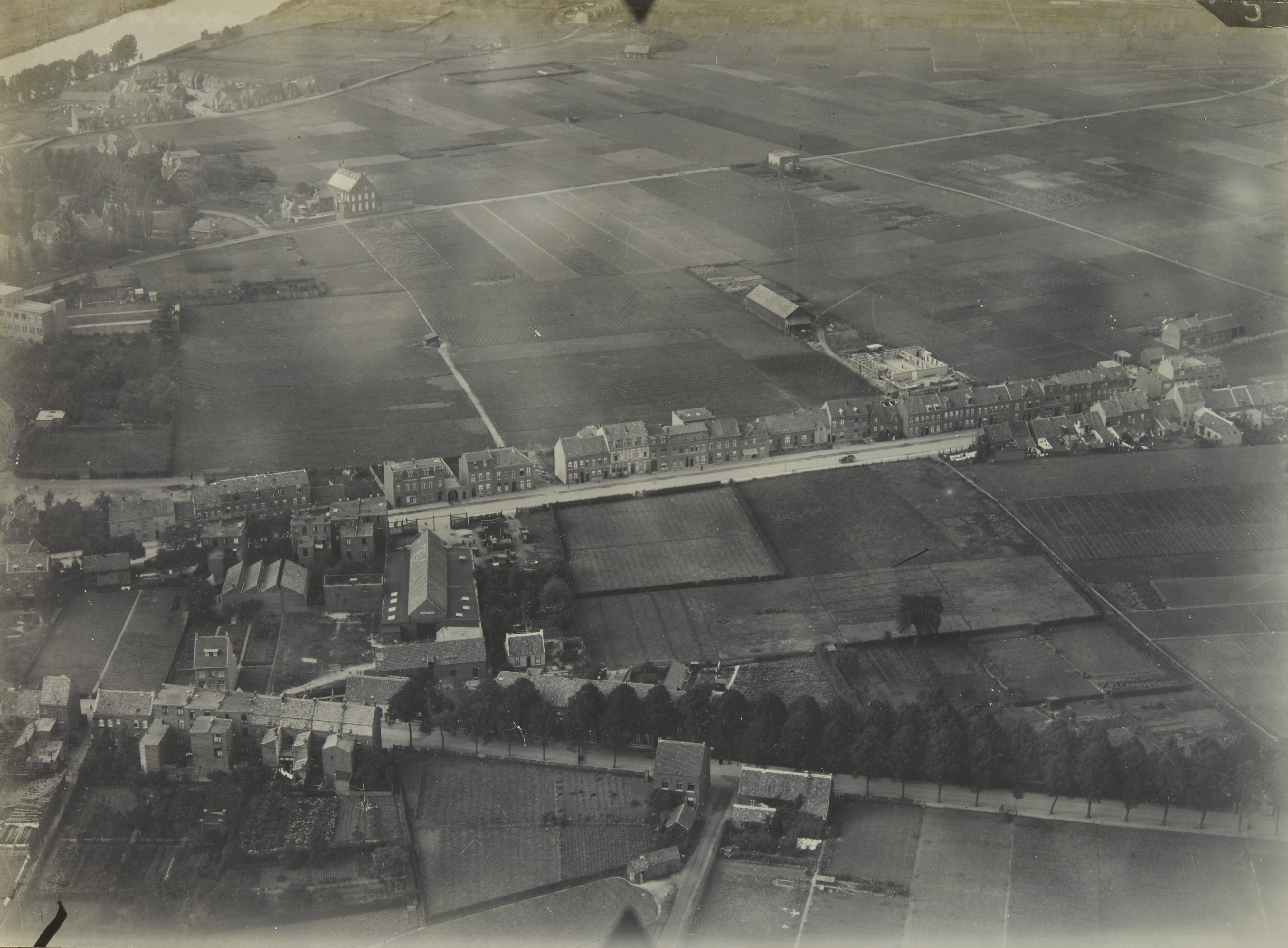
Luchtfoto van Venlo aan noordzijde van de stad. Linksonder is nog net het Sint-Thomascollege te zien

Vanaf 1920 begonnen de augustijnen aan de klus, en werd de naam veranderd in Sint-Thomascollege, met een volledige gymnasiumopleiding en een volledige Middelbare Handelsschool. De eerste tien jaar was dit echter alleen nog voorbehouden voor leerlingen uit de regio, want pas in 1930 werd het naastgelegen internaatsgebouw (juvenaat) in gebruik genomen.
De Middelbare Handelsschool werd in 1924 uitgebouwd tot Hogere Handelsschool, welke vervolgens in 1938 wordt omgezet in een HBS-A-opleiding. In het jaar na de bevrijding was de HBS compleet, en kwam er een B-richting bij.
Vanaf 1967 kwamen de eerste meisjes naar de voorheen exclusieve jongensschool, wat ook een explosie in het aantal leerlingen betekende: waar in 1966 nog "slechts" 700 leerlingen op de school zaten, waren dat er in 1973 bijna 2000. Door invoering van de Mammoetwet konden leerlingen er vanaf 1968 niet alleen gymnasium volgen, maar ook atheneum en havo. De bijdrage van het internaat aan de school nam echter af, wat resulteerde in sluiting in 1972. Ook de inbreng van de Augustijnen nam af. In 1977 droegen zij het schoolbestuur over aan leken, en in 1984 nam de laatste religieuze rector afscheid van de school.

## Fusie
In de jaren na het afscheid van de laatste augustijn maakte de school plannen voor nieuwbouw en een fusie met de Petrus Canisius MAVO Venlo. De fusie kwam in 1990 tot stand, de nieuwbouw bleef uit. De fysieke samensmelting met de Mavo kwam in 1991 tot stand. Op dat moment had het Thomascollege ruim 1300 leerlingen, en de Petrus Canisius Mavo ruim 300. De nieuwe fusieschool bleef de naam Thomascollege voeren, met alle middelbare onderwijsvormen - MAVO, HAVO, en VWO (Atheneum en Gymnasium) - binnen hetzelfde schoolbestuur. De eerste jaren na de fusie kregen brugklas-leerlingen nog les in het gebouw van de voormalige Mavo, terwijl de hogere klassen in het gebouw van het Thomascollege les kregen.
In 1996 kwam er een nieuwe fusie tot stand, ditmaal met het Collegium Marianum en Scholengemeenschap De Hamert. Op hetzelfde moment werd een naamsverandering doorgevoerd, en werd de fusieschool het Valuascollege genoemd. De nieuwe fusieschool kwam onder bestuur van de overkoepelende organisatie OGVO. Daarmee verdween de naam Thomascollege.

## Bekende leerlingen

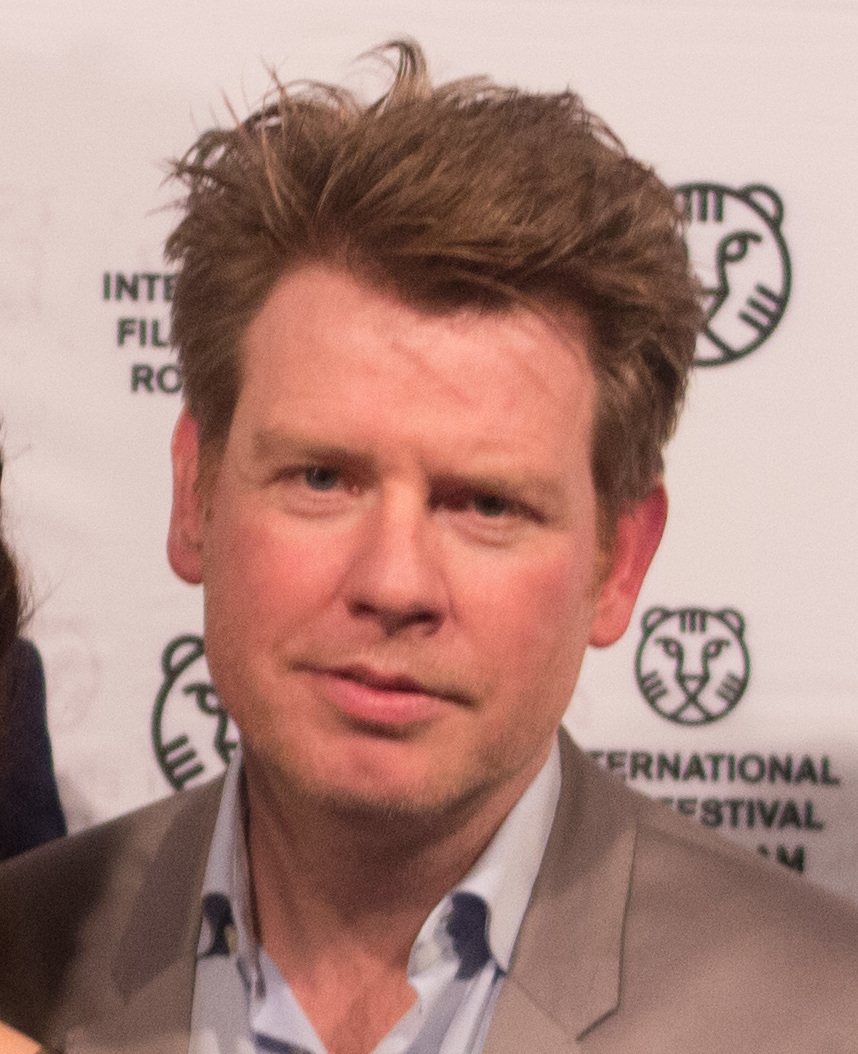
Pieter Kuijpers

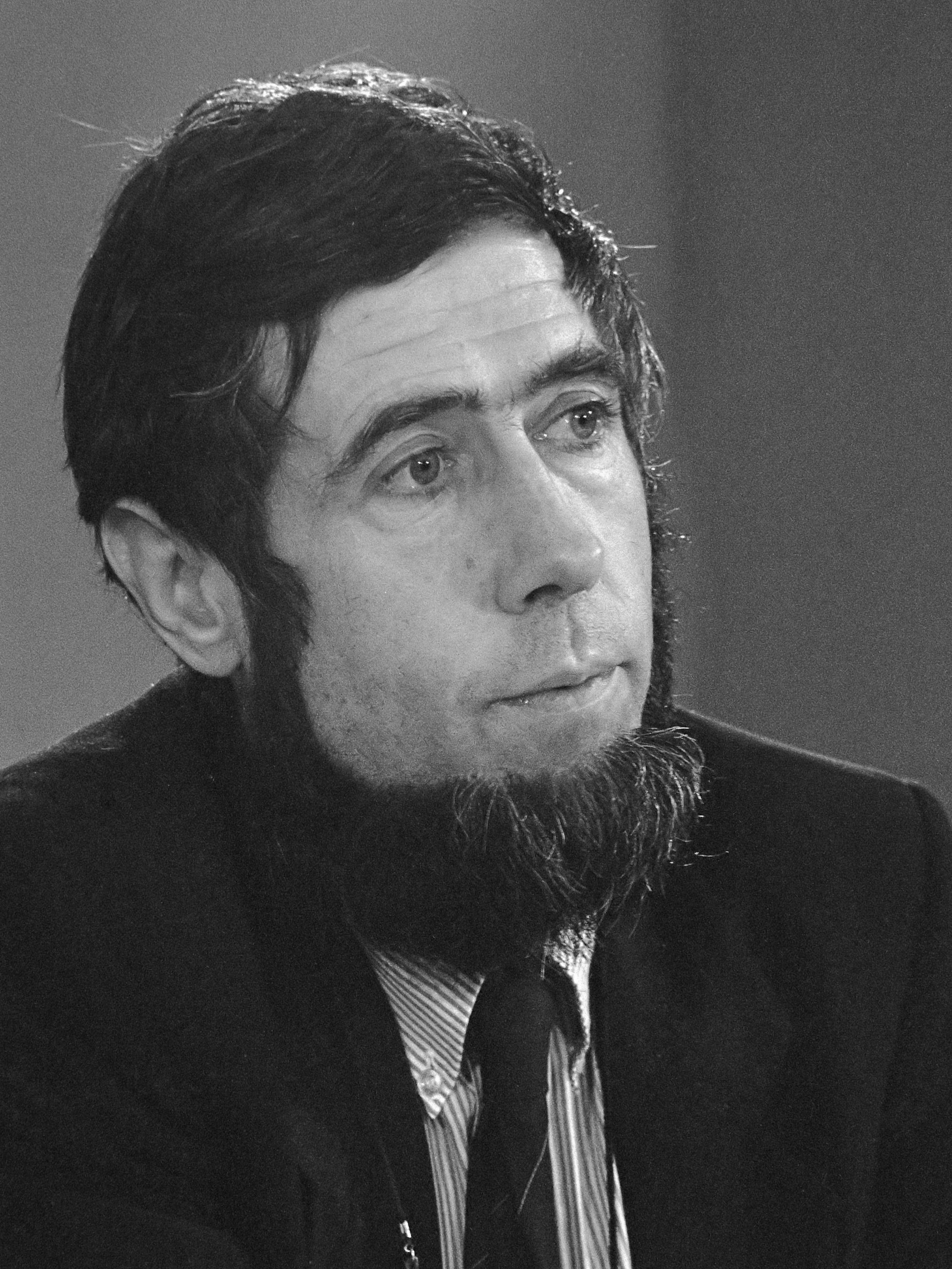
Chriet Titulaer

- Aloysius Bartels
- Peter Beeker
- Frank Berghuis
- Huub Beurskens
- Theu Boermans
- Chantal Janzen
- Hanneke Hendrix
- Ger Koopmans
- Toon Kortooms
- Henk Krol[2]
- Pieter Kuijpers
- Marjon Lambriks
- Peter Plasman
- Ton Regtien
- Edward Stelder
- Paul van der Sterren
- Chriet Titulaer
- Theo Thurlings
- Stan Valckx
- Geert Wilders

## Varia
- Leerlingen van het Thomascollege worden ook wel Thomaten genoemd.[3]
- Op 23 oktober 2021 overleed de enige officiële leken-rector van het Thomascollege, Frank Lambriks, nadat hij in 2008 was gestopt als rector.[4] Hij was mede-initiator van de totstandkoming van de OGVO[5]
- Ook de fictieve tweeling Beekman en Beekman uit het gelijknamige boek heeft een blauwe maandag in navolging van zijn schepper, Toon Kortooms, op het Sint-Thomascollege gezeten.